# Романов, Василий Александрович
Василий Александрович (24 июня [7 июля] 1907, Гатчина, Санкт-Петербургская губерния — 24 июня 1989, Вудсайд, Калифорния) — князь крови императорской, младший сын великого князя Александра Михайловича и великой княгини Ксении Александровны. Внук императора Александра III по материнской линии, и правнук императора Николая I по прямой мужской линии.
С рождения был генеалогически самым младшим из всех мужских Голштейн-Готторп-Романовых.

## Детство и юность
Князь Императорской Крови Василий Александрович родился в императорском дворце в Гатчине. Ребёнок был так слаб, что доктора боялись за его жизнь. Младенца пришлось окрестить сразу же, безо всякой пышности, подобающей августейшему отпрыску. Когда в России вспыхнула Февральская революция, а затем произошла Октябрьская революция, Василию Александровичу было всего десять лет. Он пережил драматический плен в крымском имении отца Ай-Тодор, в годы гражданской войны. В возрасте двенадцати лет, в 1919 году, вместе с родителями покинул Россию в ходе Крымской эвакуации 1919 года на борту линкора британского королевского флота «Мальборо». В эмиграции юный князь рос при матери сначала в Дании, а затем в Англии. Средств постоянно не хватало, и одно время Василий Александрович даже работал шофёром в Копенгагене. В Лондоне он окончил школу, и в 1928 году уехал в США в поисках лучшего.

## Жизнь в США
В США Василий Александрович поступил в сельскохозяйственный университет в Сакраменто, который успешно окончил. По окончании учёбы работал в компании «California packing», проводя эксперименты по выращиванию помидоров в теплице и в воде, затем работал служащим, биржевым маклером, содержал салон красоты в Цинциннати, а также работал на фирму Сикорского, производившую вертолёты. Во время Второй мировой войны служил в армии США простым рабочим на судах у калифорнийского побережья.
«Вместе с женой Наталией Александровной он жил в уютной вилле примерно в тридцати километрах к югу от Сан-Франциско, в невероятной сельской идиллии с зеленью и огромными деревьями, дикими косулями и полуручными кошками, из которых двум позволялось заходить в дом (…) Василий Александрович тоже, скорее, по старой русской мерке среднего роста, у него доброе живое лицо, на котором отпечатались следы его болезней».
Обосновавшись в Калифорнии, Василий Александрович принял предложение стать почётным куратором русского архива Гуверского университета. После начала перестройки в России князь вместе с семьёй стал ещё пристальнее следить за событиями на Родине. Хотя он оставался яростным критиком коммунизма, реформы М. С. Горбачёва удивили и взволновали его, он очень надеялся на успех политики перестройки. Шведский журналист С. Скотт, взявший интервью у Василия Александровича, писал: «Все трое с большим удивлением узнали, что по улицам Москвы во время митингов носят русский трёхцветный флаг, и с интересом расспрашивали, что показывают по шведскому телевидению о перестройке в СССР».
Умер князь Василий Александрович 24 июня 1989 года в Вудсайде, Калифорния. 7 июля князя Василия Александровича отпевали в Троицком соборе Сан-Франциско. Почётный караул возле гроба несли кадеты. Похоронили князя Василия Александровича на Сербском кладбище рядом с супругой.

## Семья
Женился 31 июля 1931 года в Нью-Йорке на княжне Наталье Александровне Голицыной (26 октября 1907 — 28 марта 1989), дочери князя Александра Владимировича Голицына (1876—1951) и Любови Владимировны, урождённой Глебовой (1882—1948). Княгиня Наталья Александровна была сестрой оскароносного художника Александра Голицына (1908—2005) и двоюродной сестрой актёра Петра Глебова (1915—2000).
В браке родилась дочь Марина (род. 22 мая 1940 года в Сан-Франциско), с 8 января 1967 года — супруга Уильяма Лоуренса Бидлестона (род. 1938). Супруги разведены, имеют четырёх детей:
- Татьяна (род.18 мая 1968, Нью-Йорк);
- Александра (род. 19 мая 1970, Нью-Йорк);
- Николас (род. 22 ноября 1971, Нью-Йорк);
- Наталия (род. 30 сентября 1976, Нью-Йорк).

Князь Василий Александрович никогда не признавал династических прав кирилловской ветви (потомки великого князя Кирилла Владимировича) на престол. Многократно письменно и устно выступал против действий своего троюродного брата князя Владимира Кирилловича. После смерти князя Дмитрия Александровича возглавил Объединение членов рода Романовых, организации, которая объединяет большую часть потомков Дома Романовых.